# Florencia Airport
Florencia Airport är en flygplats i Bolivia.   Den ligger i departementet Beni, i den centrala delen av landet, 400 km norr om huvudstaden Sucre. Florencia Airport ligger 177 meter över havet.
Terrängen runt Florencia Airport är mycket platt. Trakten runt Florencia Airport är nära nog obefolkad, med mindre än två invånare per kvadratkilometer.. Det finns inga samhällen i närheten.
I omgivningarna runt Florencia Airport växer huvudsakligen savannskog.